# Медаль «30 років перемоги у Великій Вітчизняній війні 1941—1945 рр.»
Меда́ль «Три́дцять ро́ків перемо́ги у Вели́кій Вітчизня́ній війні́ 1941—1945 рр.» — ювілейна медаль, державна нагорода СРСР. Введена указом Президії Верховної Ради СРСР 25 квітня 1975 року в ознаменування 30-ї річниці перемоги СРСР у Великій Вітчизняній війні. Автори медалі — художники В. О. Єрмаков, В. П. Зайцев та А. Г. Мирошниченко.

## Опис
Медаль «Тридцять років перемоги у Великій Вітчизняній війні 1941—1945 рр.» має форму правильного круга діаметром 36 мм, виготовлена з латуні.
На лицьовому боці — на фоні святкового салюту зображення скульптури «Батьківщина-Мати» з меморіалу героям Сталінградської битви. Зліва від скульптури — лаврова гілка, п'ятикутна зірка і напис «1945 — 1975».
На зворотному боці — написи «Участнику войны» або «Участнику трудового фронта», «XXX лет победы в Великой Отечественной войне 1941 — 1945 гг.», зображення серпа і молота на стрічці. Усі написи та зображення на медалі — випуклі.
Медаль за допомогою вушка і кільця з'єднується з п'ятикутною колодочкою, обтягнутою шовковою муаровою стрічкою шириною 24 мм. Стрічка складається з послідовних смужок чорного та помаранчевого кольорів завтовшки 3 мм, червоного кольору завтовшки 10 мм, зеленого та червоного кольорів завтовшки 3 мм. По краях стрічки — вузькі смужки помаранчевого кольору.

## Нагородження медаллю
Ювілейною медаллю «Тридцять років перемоги у Великій Вітчизняній війні 1941—1945 рр.» з написом «Участнику войны» на зворотному боці нагороджувалися військовослужбовці і вільнонаймані, які у лавах Збройних сил СРСР брали участь у бойових діях на фронтах Великої Вітчизняної війни, партизани, учасники підпілля, а також інші особи, нагороджені медалями «За перемогу над Німеччиною у Великій Вітчизняній війні 1941—1945 рр.» та «За перемогу над Японією».
Медаллю з написом «Участнику трудового фронта» на зворотному боці нагороджувались працівники тилу, удостоєні медалі «За доблесну працю у Великій Вітчизняній війні 1941—1945 рр.».
Постановою Президії Верховної Ради СРСР від 30 січня 1976 р. нагородження медаллю «Тридцять років перемоги у Великій Вітчизняній війні 1941—1945 рр.» з написом «Участнику трудового фронта» було поширено на працівників тилу, нагороджених у роки війни орденами або медалями СРСР за трудові заслуги, а також медалями:
- «За оборону Ленінграда»;
- «За оборону Одеси»;
- «За оборону Севастополя»;
- «За оборону Сталінграда»;
- «За оборону Москви»;
- «За оборону Кавказу»;
- «За оборону Києва»;
- «За оборону Радянського Заполяр'я».

Ювілейна медаль носиться на лівій стороні грудей, за наявності у нагородженого інших медалей СРСР розташовується після медалі «Двадцять років перемоги у Великій Вітчизняній війні 1941—1945 рр.»
Станом на 1 січня 1995 року медаллю «Тридцять років перемоги у Великій Вітчизняній війні 1941—1945 рр.» було проведено приблизно 14 259 560 нагороджень.